# Nissan LEAF
Nissan Leaf er en elbil fremstillet af den japanske bilfabrikant Nissan Motor. Salget af bilen begyndte i Japan og USA i december 2010. I Europa begyndte salget i 2011. Nissan Leaf regnes for at være den første masseproducerede elbil i verden.
Leaf, der er en lille mellemklassebil, vandt titlen Årets Bil i Europa 2011.
Til forskel fra gængse hybridbiler som Toyota Prius, er Leaf en ren elbil. Elmotoren får sin kraft fra 48 serieforbundne lithium-ion batterier. Batterierne oplades på 12-24 timer med 230 V spænding via den såkaldte "mormorlader". Ved offentlige ladestandere kan bruges et kabel fra Type 2 på standeren til type 1 på bilen. Den kan også hurtigoplades til 80 % kapacitet på en halv time med 50 kW opladning af typen CHAdeMO. Ved flere efter hinanden følgende ladninger nedsættes opladningstiden markant. Bilen kan genvinde energi ved opbremsning og sende energien tilbage til batterierne. Dette har især betydning ved bykørsel.
Nissan Leaf har ifølge Nissan en rækkevidde på op til 385 km med det store batteri. Høj fart kræver stor effekt, hvorfor rækkevidden er betydeligt længere ved 90 end ved 120 km/t.
Produktionen af Leaf-modellen foregår på Nissans japanske fabrikker i Yokohama, Oppama og Tochigi. I 2012 åbnede en fabrik i Smyrna, Tennessee, USA og i Storbritannien åbnede i 2013 en fabrik i Sunderland.
Nissan Leaf var oprindeligt nært beslægtet med elbilen Renault Fluence, som kendes gennem Better Place.
Siden 2018-modellen har Leaf kunnet leveres i to størrelser batterier: 40 kWh og 62 kWh. Tidligere var størrelsen på batterierne 20 og 31 kWh.
Varmeapparatet var rent elektrisk i de første modeller og blev erstattet af en varmepumpe medio 2013. Modellerne kaldes "euromodellen", hvilket kendes på dens mørke indtræk og varme i rattet.

## Galleri
- Nissan Leaf (2010-2017)
- Nissan Leaf (2010-2017)
- Forvogn med elmotor og ladeudtag
- Batteripakke under gulvet